# Флоран Шмітт
Флоран Шмітт (фр. Florent Schmitt; 28 вересня 1870 — 17 серпня 1958) — французький композитор, популярність якого припала на початок XX ст.

## Життєпис
Народився в Мерт і Мозель. Брав уроки музики в Нансі у композитора Гюстава Сандрі. У дев'ятнадцять років вступив на навчання у Паризьку консерваторію. В 1900 році здобув Римську премію. З 1929 і до 1939 р. Шмітт працював музичним критиком у Le Temps.
Флоран Шмітт написав значну кількість творів (138 опусів) у різних музичних жанрах. Найвідоміші з них: Псалом op.38 для сопрано, хору, оркестру та органа, Концертна симфонія op. 82 для фортепіано з оркестром, «Антуан і Клеопатра» (6 симфонічних картин), Друга симфонія (1958 р., останній твір композитора), балети «Трагедія Саломеї» (op.50) та La Semaine du petit elfe Ferme-l'oeil (op. 74), музика до кінофільму «Саламбо».
Камерні твори: Sonata Libre для скрипки і фортепіано, струнний квартет, квартети для духових інструментів, пісні, фортепіанні твори.
Цикл фортепіанних ансамблів в чотири руки La Semaine du petit elfe Ferme-l'oeil (op. 58) був написаний у 1924 р. під впливом казки Ганса Крістіана Андерсена. Значно пізніше композитор переробив його на однойменний балет (op.74) і поставив його у Паризькій комічній опері (1924 р.).